# 문광초등학교
문광초등학교는 대한민국 충청북도 괴산군 문광면 광덕리에 있는 공립 초등학교이다.

## 학교 연혁
- 1936년 6월 15일 문광공립보통학교(4년제) 개교(문광면 신기리)
- 1938년 4월 1일 문광공립심상소학교 개명
- 1939년 4월 15일 6년제 승격
- 1941년 4월 1일 문광공립국민학교 개명
- 1985년 2월 5일 병설유치원 설립인가
- 1993년 9월 1일 광덕국민학교(광덕:1993.2.16. 25회 졸업) 본교 통합
- 1993년 9월 1일 현 위치 이전
- 1996년 3월 1일 문광초등학교로 개칭
- 2002년 3월 1일 덕평분교장 편입(덕평:2002.2.19. 54회 졸업)
- 2011년 3월 1일 덕평분교장 본교 통합
- 2011년 12월 5일 본관 증축 및 문덕관 신축
- 2019년 3월 1일 제32대 염종현 교장 부임
- 2020년 1월 7일 제80회 졸업식(총 졸업생 수 3,903명)
- 2020년 3월 2일 6학급 편성(유치원1학급)

## 참고 자료
- 문광초등학교 - 한국교육학술정보원 학교알리미